# Catedral de Terrassa
La catedral de Terrassa o basílica del Sant Esperit és un edifici religiós situat a la plaça Vella de Terrassa i dedicat al Sant Esperit. L'any 2004 el Vaticà va crear el nou bisbat de Terrassa, com a segregació del bisbat de Barcelona, i va decidir fer servir la basílica del Sant Esperit com a nova catedral. D'aquesta manera es recuperà l'antic bisbat d'Ègara que ja havia existit entre els segles V i viii, en què fou dissolt, potser, arran de la invasió sarraïna (i trobar-se en zona fronterera), i que tenia com a seu el conjunt monumental de les esglésies de Sant Pere; precisament la parròquia de Sant Pere fou traslladada al Sant Esperit quan es va aixecar la nova basílica, entre els segles xvi i xvii.

## Història
El temple es va construir entre 1574 i 1616; tot i l'època de què data, no és un edifici barroc, sinó que continua la tradició gòtica. Durant la guerra civil de 1936-39 fou incendiat, l'interior malmès i el retaule barroc, obra de Joan Mompeó, destruït; la restauració va acabar el 1958 amb un nou retaule d'Enric Monjo. El 1999 es va enllestir la remodelació del campanar i de la façana, inacabada a la part de dalt, i sobre l'àtic s'hi va afegir un cos nou (la sala capitular). L'atri d'accés a la basílica, d'estil neogòtic, bastit el 1918, també va patir els efectes de la guerra i es va reconstruir col·locant-hi l'apostolari de Nicanor Carballo, que substituïa l'anterior de Josep Llimona, desaparegut durant l'incendi. El 1994 se'n va fer la inauguració. Des de l'any 2004 la basílica del Sant Esperit és la seu del nou bisbat de Terrassa. El 2006 es va inaugurar el frontal de l'altar major, obra de Jeroni Font i del gemmòleg Jaume Mercadé, que presenta en tres quadres la Mort de Jesús, la Resurrecció del Senyor i, al mig, la vinguda de l'Esperit Sant.

## Arquitectura i obres d'art destacades

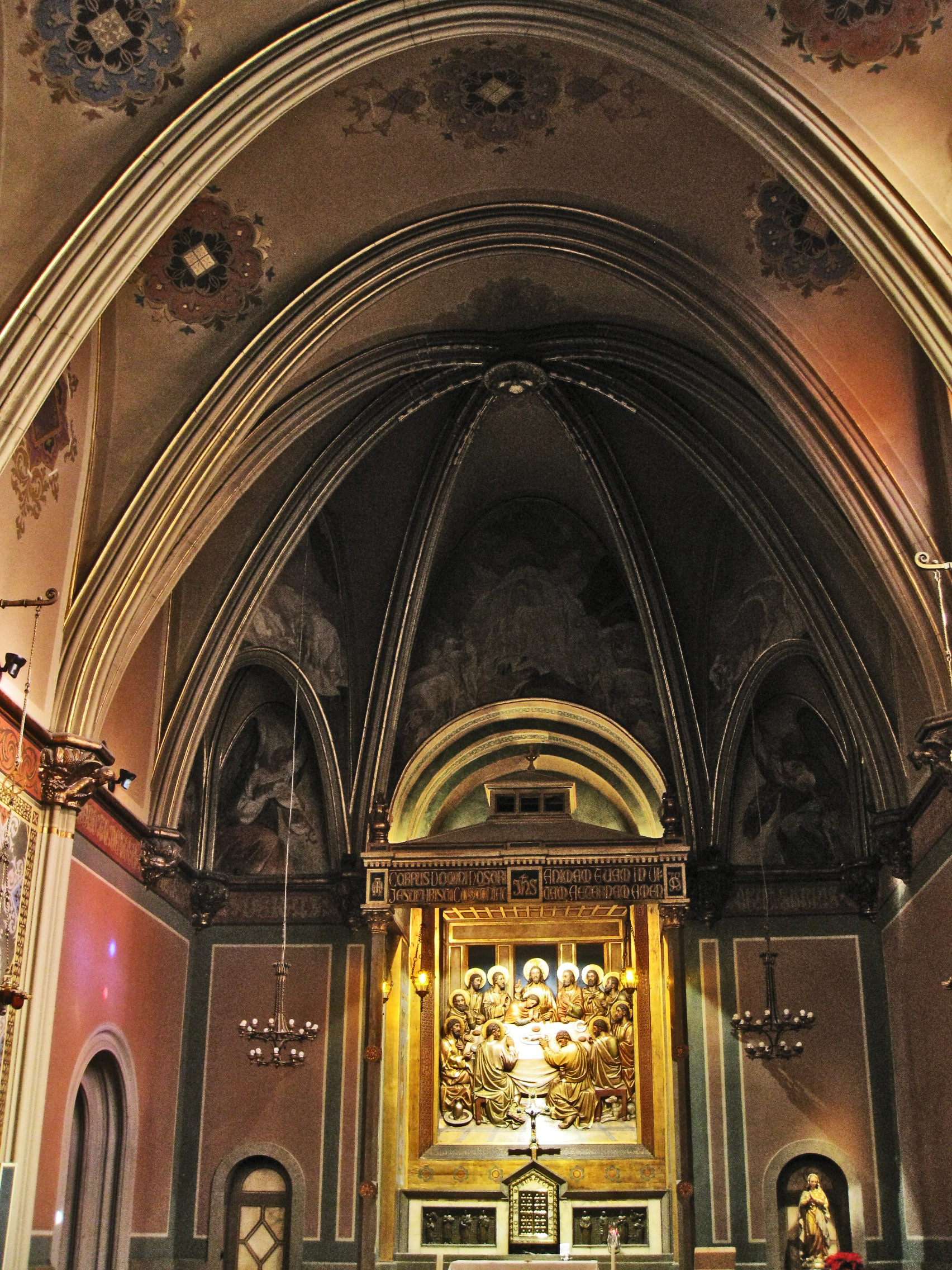
La capella del Santíssim, obra de Lluís Muncunill

La catedral del Sant Esperit és d'una sola nau, amb capelles laterals entre contraforts, amb absis poligonal i creuer. La torre està coronada per una gran creu de ferro forjada pel soldador Jesús Ramos Vázquez.
Al l'interior de la basílica hi destaquen:
- El cor de l'altar major, obra de l'arquitecte Lluís Bonet i Garí, del pintor Antoni Vila i Arrufat i de l'escultor Enric Monjo i Garriga, feta als anys 40 del segle passat. Es considera un dels conjunts religiosos més destacats de la immediata postguerra, amb els seus relleus escultòrics, estàtues i cadires del cor. Hi sobresurt la imatge de sant Pere, al cos central.
- La capella del Sant Crist, al braç esquerre del creuer, on el 1992 s'hi va instal·lar el Museu Parroquial. Al seu fons hi destaquen els passos processionals de Dijous Sant, objectes d'orfebreria i diversos llibres i documents antics, com un evangeliari miniat del segle xi.
- El grup escultòric del Sant Enterrament, al braç dret del creuer. És la principal peça artística de la catedral i una de les poques mostres d'escultura renaixentista a Catalunya, obra de Martín Díez de Liatzasolo, que va enllestir-la el 1544. Formen el conjunt vuit figures molt treballades, obres mestres individualment, amb el Crist jacent al centre. Durant la guerra civil el grup fou destrossat, però les peces es van guardar a les esglésies de Sant Pere i es va reconstruir en acabar la guerra.
- La capella del Santíssim i la sagristia, que formen un conjunt al costat sud de la basílica, obra de 1907 de l'arquitecte modernista Lluís Muncunill, autor d'edificis tan destacats de la ciutat de Terrassa com el Vapor Aymerich, Amat i Jover, la Masia Freixa, l'Ajuntament, l'Escola Industrial o el Gran Casino. Hi destaquen els arcs parabòlics del sostre.

## Campanes
El campanar de la Catedral acull un total de nou campanes: sis de litúrgiques ubicades en una estructura metàl·lica a l'interior de la torre i tres més d'horàries al terrat.
| Nom/s                        | Fonedor                                    | Any  | Boca (cm) | Massa (kg) | Afinació |
| ---------------------------- | ------------------------------------------ | ---- | --------- | ---------- | -------- |
| Maria, Joana i Antònia       | Guixà (Monistrol de Montserrat, Barcelona) | 1998 | 70        | 199        | Re 4     |
| Esperit Sant i Sant Pere     | Barberí (Olot, Girona)                     | 1939 | 72        | 216        | Si 3     |
| Josepa                       | Guixà (Monistrol de Montserrat, Barcelona) | 1984 | 97        | 528        | La 3     |
| Anna, Eulàlia i Núria        | Guixà (Monistrol de Montserrat, Barcelona) | 1998 | 106       | 690        | Fa 3     |
| Santíssima Verge Maria       | Viuda de Murua (Vitòria)                   | 1939 | 124       | 1104       | Re# 3    |
| Sant Ildefons i Sant Benet   | Viuda de Murua (Vitòria)                   | 1939 | 146       | 1802       | Do# 3    |
| Josepa Oriola, Quarts Petita | Esteban Barberí (Olot, Girona)             | 1893 | 63        | 145        | Re 4     |
| Ildefonsa, Quarts Grossa     | Esteban Barberí (Olot, Girona)             | 1893 | 77        | 264        | Sib 3    |
| Miquela, Hores               | Esteban Barberí (Olot, Girona)             | 1893 | 98        | 545        | Sol 3    |

## Arxiu musical
La basílica del Sant Esperit, que va esdevenir el centre de la vida espiritual de Terrassa al segle xvii, va comptar amb una capella de música, on van fer-hi una important tasca mestres i organistes, destacant diversos membres vinculats a l'escolania de Montserrat. El primer documentat va ser Pere Joan Quer, el 1656.
Actualment, l'Arxiu de la Catedral-Basílica del Sant Esperit de Terrassa es conserva dins el temple, en una sala al costat de la tribuna de l'orgue, on assajava l'Escolania i l'antiga Capella de Música. Hi ha 979 documents inventariats, la majoria manuscrits d'autors (672), però també manuscrits anònims (291) i llibres corals (16). Inclou el fons principal i els de la Schola Cantorum de Terrassa i Filles de Maria.